# Arcagato

Arcagato (Griego antiguo: Ἀρχάγαθος; murió en 307 a. C.) fue un antiguo griego Siracusano y Príncipe de Magna Grecia, hijo del tirano (o rey) de Sicilia Agatocles.
Su madre era la viuda del noble Damas, quien era el jefe de Agatocles; al morir Damas, ella se casó con Agatocles quien aún no era rey. Arcagato tuvo un solo hijo llamado Theoxena con su tercera esposa.
Arcagato recibió una formación militar y educación completa. Al llegar a la adolescencia, Arcagato comenzó a acompañar a su padre en sus expediciones militares; más notablemente, acompañó a su padre en su famosa expedición contra Cártago en el año 310 a. C.
Cártago era el principal poder dominante del Mar Mediterráneo y sus posesiones colindaban con colonias griegas en la región; la rivalidad resultante causaría varias guerras entre las colonias griegas y Cártago. Siracusa era la colonia griega más grande y poderosa en la región; además, compartía la isla de Sicilia con Cártago que poseía una provincia en su porción de la isla y de esta forma Siracusa y Cártago tenían contacto directo y una rivalidad por el control de la isla. Una guerra tuvo por fin lugar en el año 311 a. C. después de que Agatocles comenzó a anexarse territorios neutrales y aliados cartagineses. Cuando la guerra comenzó a desarrollarse a favor de Cártago, Agatocles en desesperación lanzó una audaz expedición contra Cártago que consistía en una invasión de África; esta operación era tan improbable que logró una sorpresa total y de un momento a otro la capital de la república de Cártago se encontró amenazada directamente.
Durante dicha expedición, Arcagato se vio involucrado en un escándalo en el cual un soldado llamado Lísico le acusó de haber cometido incesto por haber tenido relacines sexuales con Alcia, quien era la madre de su medio hermana Lanassa: no se sabe con certeza si la acusación era cierta pero aunque Arcagato y Alcia no tenían ningún lazo de sangre, una relación entre ambos de cualquier manera hubiera sido considerada como incesto en la Antigua Grecia. Arcagato terminó asesinando a Lísico por su acusación lo cual generó un motín entre el resto de las tropas siracusanas y Arcagato fue por poco linchado.
Esta expedición resultó enormemente exitosa en sus primeras etapas pero un contraataque cartaginés en Sicilia y otro motín de su ejército en África obligaron a Agatocles a huir de África y regresar a la Sicilia, dejando a su hijo Arcagato a cargo de la expedición africana.
Arcagato tendría éxito en las primeras batallas y campañas a su cargo pero finalmente fue derrotado tres veces seguidas y tuvo que refugiarse en Tunis donde Arcagato fue finalmente asesinado por sus tropas. Agatocles regreso de inmediato a África al enterarse de las derrotas sufridas por su hijo pero cuando llegó su hijo ya había sido asesinado y el motín se encontraba en progreso, por lo que huyó de inmediato y regreso a Sicilia.